# 대한민국 문화공보부
문화공보부(文化公報部)는 문화·예술·국내외의 여론 조사·언론·선전 및 보도와 방송에 관한 사무를 관장하는 대한민국의 옛 중앙행정기관이다. 1968년 7월 24일 공보부를 개편하여 발족하였으며 1990년 1월 2일 문화부와 공보처로 분리 개편되면서 폐지되었다.

## 설치 근거 및 소관 업무
- 정부조직법 [법률 제2041호, 1968.07.24 일부개정] 제23조 및 제36조[1]
- 문화공보부직제 [대통령령 제3519호, 1968.07.24 폐지제정] 제1조[2]

## 연혁
- 1968년 7월 24일 - 공보부를 폐지하고 문화공보부를 신설.
- 1990년 1월 2일 - 문화공보부를 폐지하고 문화부와 공보처를 신설.

## 조직
| - 감사관 ( 1978.03 ~ 1990.01 ) - 공보관 ( 1989.03 ~ 1990.01 ) - 공보국 ( 1968.07 ~ 1987.12 ) - 공보실 ( 1987.12 ~ 1990.01 ) - 국립공보관 ( 1968.07 ~ 1979.04 ) - 국립국악원 ( 1968.07 ~ 1990.01 ) - 국립박물관 ( 1968.07 ~ 1972.07 ) - 국립영화제작소 ( 1968.07 ~ 1990.01 ) - 국립중앙박물관 ( 1972.07 ~ 1990.01 ) | - 국립현대미술관 ( 1969.08 ~ 1990.01 ) - 국제교류국 ( 1979.04 ~ 1981.11 ) - 기획관리실 ( 1968.07 ~ 1990.01 ) - 남원방송국 ( 1968.07 ~ 1972.12 ) - 마산방송국 ( 1968.07 ~ 1972.12 ) - 매체국 ( 1982.12 ~ 1990.01 ) - 목포방송국 ( 1968.07 ~ 1972.12 ) - 문화국 ( 1987.12 ~ 1990.01 ) - 문화국 ( 1968.07 ~ 1979.04 ) | - 문화예술국 ( 1979.04 ~ 1981.11 ) - 문화정책연구실 ( 1989.03 ~ 1990.01 ) - 방송관리국 ( 1968.07 ~ 1981.11 ) - 보도국 ( 1973.03 ~ 1979.04 ) - 보도담당관 ( 1971.05 ~ 1971.07 ) - 비상계획관 ( 1970.04 ~ 1990.01 ) - 세종대왕유적관리소 ( 1977.09 ~ 1990.01 ) - 여수방송국 ( 1968.07 ~ 1972.12 ) - 예술국 ( 1987.12 ~ 1990.01 ) | - 예술국 ( 1968.07 ~ 1979.04 ) - 원주방송국 ( 1968.07 ~ 1973.03 ) - 제주방송국 ( 1968.07 ~ 1972.12 ) - 종무국 ( 1979.04 ~ 1982.12 ) - 종무실 ( 1982.12 ~ 1990.01 ) - 중앙국립극장 ( 1973.07 ~ 1990.01 ) - 중앙방송국 ( 1968.07 ~ 1973.03 ) - 총무과 ( 1968.07 ~ 1990.01 ) - 칠백의총관리소 ( 1975.12 ~ 1990.01 ) | - 포항방송국 ( 1968.07 ~ 1972.12 ) - 해외공보관 ( 1973.03 ~ 1990.01 ) - 해외공보관 외보과 ( 1973.03 ~ 1976.04 ) - 현충사관리소 ( 1969.01 ~ 1990.01 ) - 홍보정책실 ( 1985.10 ~ 1987.12 ) - 홍보조사연구소 ( 1971.02 ~ 1981.01 ) - 홍보조정관 ( 1974.07 ~ 1981.01 ) - 홍보조정실 ( 1981.01 ~ 1985.10 ) |

## 역대 장·차관

### 문화공보부 장관
| 정부        | 대수           | 이름                                | 임기                                | 출신지              | 출신학교                                                                                                   | 비고 |
| ----------- | -------------- | ----------------------------------- | ----------------------------------- | ------------------- | --- | --- |
| 제 3 공화국 | 7대            | 홍종철(洪種哲)                      | 1968년 7월 24일 ~ 1969년 4월 10일   | 평북 철산           | 육사 | 대통령경호실장&문교부 차관&문교부 장관                                                                                                  |
| 제 3 공화국 | 8대            | 신범식(申範植)                      | 1969년 4월 11일 ~ 1971년 6월 3일    | 충북 청원           | 고려대 | 성균관대 교수&대통령비서실 공보수석비서관&제9·10대 국회의원&국회 농림수산위원회 위원장&한국도로공사 이사장&서울신문 사장&한국신문협회장 |
| 제 3 공화국 | 9대            | 윤주영(尹胄榮)                      | 1971년 6월 4일 ~ 1974년 9월 17일    | 경기 파주           | 고려대 | 중앙대 교수&대통령비서실 공보수석비서관&무임소 장관&제9대 국회의원&주 칠레 대사&조선일보 편집국장                                       |
| 제 4 공화국 | 9대            | 윤주영(尹胄榮)                      | 1971년 6월 4일 ~ 1974년 9월 17일    | 경기 파주           | 고려대 | 중앙대 교수&대통령비서실 공보수석비서관&무임소 장관&제9대 국회의원&주 칠레 대사&조선일보 편집국장                                       |
| 10대        | 이원경(李源京) | 1974년 9월 18일 ~ 1975년 12월 18일  | 경북 경주                           | 일본 도쿄대         | 외무부 차관&외무부 장관&체육부 장관&주 일본 대사&합동통신 사장&한국통신회장&한국외교협회장                 | |
| 11대        | 김성진(金聖鎭) | 1975년 12월 19일 ~ 1979년 12월 13일 | 황해 해주                           | 고려대              | 대통령비서실 공보수석비서관&주 싱가포르 대사&서울언론재단 이사장&한국국제문화협회장                        | |
| 12대        | 이규현(李揆現) | 1979년 12월 14일 ~ 1980년 5월 21일  | 경기 경성 (현 서울)                 | 일본 와세다대       | 국무총리비서실장&문화공보부 차관&중앙일보 편집국장&주 캐나다 대사                                          | |
| 13대        | 이광표(李光杓) | 1980년 5월 22일 ~ 1982년 5월 20일   | 경기 경성 (현 서울)                 | 서울대              | 문화공보부 차관&서울신문 사장&국정교과서 사장&한국신문협회장                                               | |
| 13대        | 이광표(李光杓) | 1980년 5월 22일 ~ 1982년 5월 20일   | 경기 경성 (현 서울)                 | 서울대              | 문화공보부 차관&서울신문 사장&국정교과서 사장&한국신문협회장                                               | 제 5 공화국 |
| 14대        | 이진희(李振羲) | 1982년 5월 21일 ~ 1985년 2월 18일   | 경북 청도                           | 서울대              | 제9대 국회의원&경향신문 사장&문화방송 사장&한국신문협회장                                                  | |
| 직무 대리   | 허문도(許文道) | 1983년 5월 4일 ~ 1983년 5월 20일    | 경남 고성                           | 서울대              | 대통령비서실 정무비서관·공보비서관·정무제1수석비서관&중앙정보부장 비서실장&문화공보부 차관&국토통일원 장관 | |
| 15대        | 이원홍(李元洪) | 1985년 2월 19일 ~ 1986년 8월 26일   | 경남 고성                           | 서울대              | 대통령비서실 민원수석비서관&한국방송공사 사장                                                              | |
| 16대        | 이웅희(李雄熙) | 1986년 8월 27일 ~ 1988년 2월 24일   | 경기 용인                           | 서울대              | 대통령비서실 공보수석비서관&제13·14·15대 국회의원&문화방송 사장&동아일보 편집국장&한국야구위원회 총재      | |
| 노태우 정부 | 17대           | 정한모(鄭漢模)                      | 1988년 2월 25일 ~ 1988년 12월 4일   | 충남 부여           | 서울대 | 서울대 교수&문예진흥원장 |
| 노태우 정부 | 18대           | 최병렬(崔秉烈)                      | 1988년 12월 5일 ~ 1989년 12월 27일  | 경남 산청           | 서울대 | 서울특별시장&대통령비서실 정무수석비서관&노동부 장관&제12·14·15·16대 국회의원&한나라당 대표                                             |
| 노태우 정부 | 직무 대리      | 강용식(康容植)                      | 1989년 12월 27일 ~ 1989년 12월 29일 | 경기 경성 (현 서울) | 서울대 | 제12·14·15대 국회의원&국회사무총장&21세기방송통신연구소 이사장&서울마주협회장                                                           |
| 노태우 정부 | 직무 대행 서리 | 허만일(許萬逸)                      | 1989년 12월 29일 ~ 1990년 1월 2일   | 경북 달성 (현 대구) | 경북대&동국대 대학원                                                                                       | 문화공보부 문화재관리국장&문화공보부 기획관리실장                                                                                       |

### 문화공보부 차관
| 정부        | 대수           | 이름                               | 임기                              | 출신지              | 출신학교                                                                                   | 비고                                                                            |
| ----------- | -------------- | ---------------------------------- | --------------------------------- | ------------------- | ------------------------------------------------------------------------------------------ | ------------------------------------------------------------------------------- |
| 제 3 공화국 | 6대            | 이춘성(李春成)                     | 1968년 7월 24일 ~ 1970년 8월 20일 | 전북 전주           | 고려대                                                                                     | 전라북도지사&문교부 문예국장&공보부 기획관리실장&국립중앙도서관장&명성그룹 고문 |
| 제 3 공화국 | 7대            | 홍경모(洪景模)                     | 1970년 8월 21일 ~ 1973년 2월 20일 | 평남 용강           | 서울대                                                                                     | 공보부 문화선전국장&문화공보부 예술국장·기획관리실장&한국방송공사 사장          |
| 제 4 공화국 | 7대            | 홍경모(洪景模)                     | 1970년 8월 21일 ~ 1973년 2월 20일 | 평남 용강           | 서울대                                                                                     | 공보부 문화선전국장&문화공보부 예술국장·기획관리실장&한국방송공사 사장          |
| 8대         | 이규현(李揆現) | 1973년 2월 21일 ~ 1976년 1월 4일   | 경기 경성 (현 서울)               | 일본 와세다대       | 국무총리비서실장&문화공보부 장관&중앙일보 편집국장&주 캐나다 대사                          |                                                                                 |
| 9대         | 김동휘(金東輝) | 1976년 1월 5일 ~ 1978년 6월 11일   | 경남 양산                         | 서울대              | 외무부 차관&상공부 장관&주 이란 대사                                                       |                                                                                 |
| 10대        | 이광표(李光杓) | 1978년 6월 12일 ~ 1980년 5월 21일  | 경기 경성 (현 서울)               | 서울대              | 문화공보부 장관&서울신문 사장&국정교과서 사장&한국신문협회장                               |                                                                                 |
| 11대        | 김은호(金恩昊) | 1980년 5월 22일 ~ 1982년 1월 5일   | 평남 평양 (현 평남과 분리)        | 서울대              | 문화공보부 예술국장·문화국장&홍보조사연구소장                                              |                                                                                 |
| 11대        | 김은호(金恩昊) | 1980년 5월 22일 ~ 1982년 1월 5일   | 평남 평양 (현 평남과 분리)        | 서울대              | 문화공보부 예술국장·문화국장&홍보조사연구소장                                              | 제 5 공화국                                                                     |
| 12대        | 허문도(許文道) | 1982년 1월 6일 ~ 1984년 10월 19일  | 경남 고성                         | 서울대              | 대통령비서실 정무비서관·공보비서관·정무제1수석비서관&중앙정보부장 비서실장&국토통일원 장관 |                                                                                 |
| 13대        | 박현태(朴鉉兌) | 1984년 10월 20일 ~ 1985년 2월 21일 | 경남 사천                         | 서울대              | 제11대 국회의원&한국방송공사 사장                                                          |                                                                                 |
| 14대        | 김윤환(金潤煥) | 1985년 2월 22일 ~ 1986년 8월 29일  | 경북 선산 (현 경북 구미)          | 경북대              | 대통령비서실 정무제1수석비서관&대통령비서실장&정무 제1장관&제10·11·13·14·15대 국회의원     |                                                                                 |
| 15대        | 최창윤(崔昌潤) | 1986년 8월 30일 ~ 1988년 3월 5일   | 평북 선천                         | 육사&서울대         | 대통령비서실 정무수석비서관·민정수석비서관&총무처 장관&공보처 장관&제13대 국회의원         |                                                                                 |
| 노태우 정부 | 16대           | 강용식(康容植)                     | 1988년 3월 6일 ~ 1989년 12월 29일 | 경기 경성 (현 서울) | 서울대                                                                                     | 제12·14·15대 국회의원&국회사무총장&21세기방송통신연구소 이사장&서울마주협회장   |
| 노태우 정부 | 직무 대리      | 허만일(許萬逸)                     | 1989년 12월 29일 ~ 1990년 1월 2일 | 경북 달성 (현 대구) | 경북대&동국대 대학원                                                                       | 문화공보부 문화재관리국장&문화공보부 기획관리실장                               |